# Tschingi-Tura

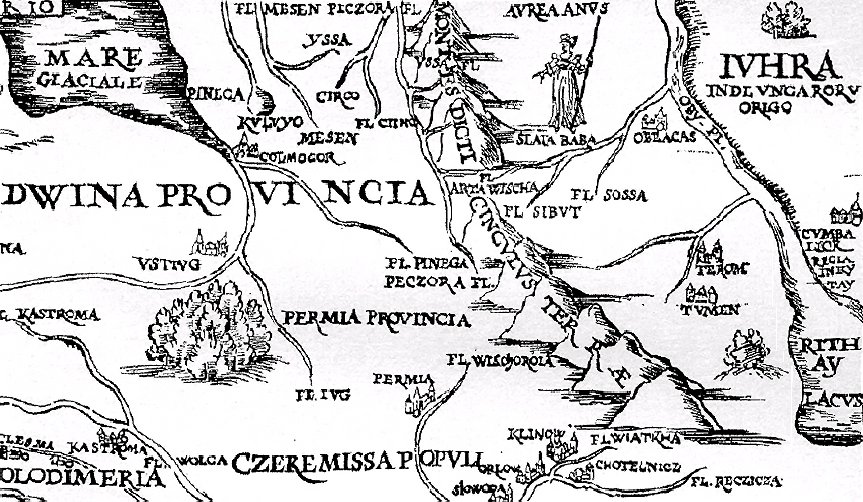
Tschingi-Tura (Tumen, rechts) auf einer Karte von Sigismund von Herberstein, 1549

Tschingi-Tura, Hauptstadt vom Khanat Sibir im 15. Jahrhundert.

Tschingi-Tura (russisch Чинги́-Тура́, Sibirisches Tatarisch: Цимкетора, auch Tümen genannt) war eine mittelalterliche Stadt der Tartaren im westlichen Sibirien, gelegen am Fluss Tura.
Sie war Hauptstadt des Khanat Sibir, bis Khan Mamuk die Hauptstadt ab ca. 1495 nach Isker, auch Sibir oder Qaschliq genannt, verlegte. Der Name bedeutet möglicherweise Stadt des Dschingis Khan.
Nach der Eroberung des Sibirischen Khanats ab 1580 durch den Kosakenführer Jermak wurde die Stadt niedergebrannt und aufgegeben. Die russische Festung Tjumen wurde 1586 in der Nähe errichtet. Die historischen Flächen gehören heute zu der modernen Stadt Tjumen.